# Sporting Clube Farense
O Sporting Clube Farense é um clube de futebol português, da cidade de Faro. É o clube mais antigo e com maior historial do Algarve. Utiliza como equipamento, camisola preta ou branca, calção preto ou branco e meias brancas ou pretas.
O Sporting Clube Farense possui concomitantemente o décimo quarto melhor registo na Primeira Liga Portuguesa e na Taça de Portugal. Destacam-se a presença na Final da Taça de Portugal na época 1989/90, e ainda o 5.º lugar obtido na época 1994/95, que valeu ao clube a participação na Taça UEFA no ano seguinte.

## História do SC Farense

### Fundação
Na cidade de Faro, na transição do século XIX para o século XX, jogava-se futebol no Largo da Sé.
Em 1904, a corveta “Duque de Palmela”, ancorada na Ria Formosa em Faro e na qual estava instalada uma escola de marinheiros, promoveu a modalidade já muito popularizada em Inglaterra. O primeiro jogo de futebol  foi disputado no Largo de S. Francisco, a 10 de Junho do mesmo ano, num terreno, também ele, improvisado.
Os rapazes com idades entre os treze e dezassete anos que jogavam à bola no terreno do castelo, eram conhecidos como o Team do Gralho e convivendo com os marinheiros e militares em jogos no Largo de São Francisco, por volta de 1909, João Gralho e os seus irmãos José, Joaquim, António e Jorge, decidiram constituir um clube de futebol, com equipamentos, campo, sede e sócios, que pagavam por semana uma quota de um pataco, que designaram primeiramente por Faro Foot-Ball, tendo alterado logo a seguir para Sporting de Faro, devido à simpatia com o Sporting Clube Portugal, até que se deu o nome definitivo pouco depois.
Assim foi criado o Sporting Clube Farense, um dos poucos clubes portugueses que nasceu ainda sob o regime monárquico, tendo sido fundado a 1 de Abril de 1910.

### Equipamento
A questão das cores do equipamento tem uma história curiosa. Uma vez que o clube tinha sido criado sob a influência do Sporting Clube de Portugal, quiseram adotar as mesmas cores dos leões, mas Lisboa era bem mais longe do que é hoje, e o único contacto visual com a equipa da capital foi através de fotografia. Só que nessa altura as fotografias eram a preto e branco, e os uniformes ficaram alvinegros.

### Campos de jogos

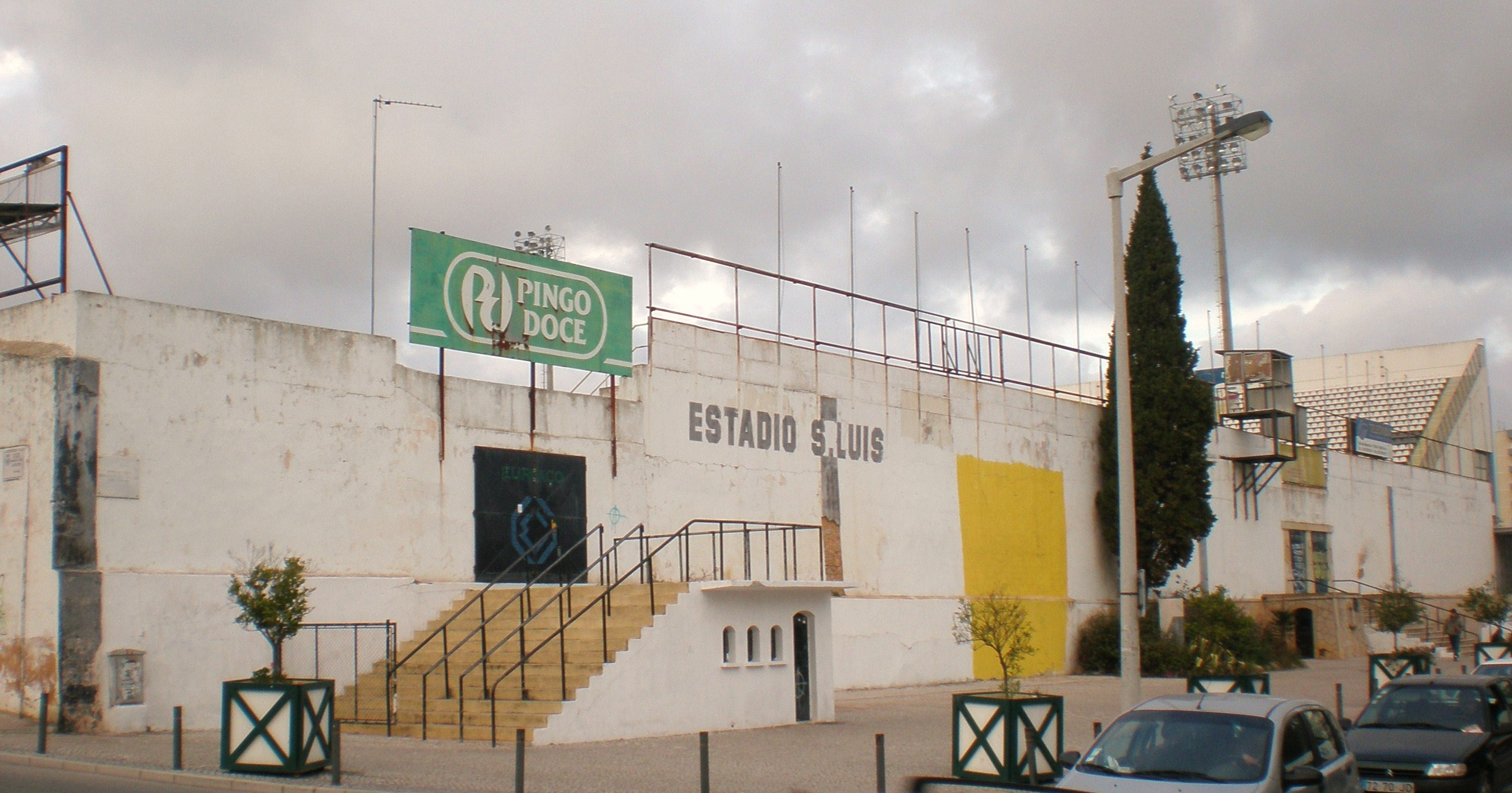
O Estádio de São Luís, em Faro.

Em Faro, na transição do século XIX para o século XX, jogou-se futebol no Largo da Sé. Mas, por volta de 1908, era no Largo de S. Francisco, num terreno espaçoso junto ao quartel, que se juntavam estudantes, artesãos, pescadores e soldados para os jogos de futebol. Pouco depois da instauração da república, em 1910, a Comissão Administrativa da Câmara terraplanou e alisou a área do campo. Mais tarde foram instalados toldos e cadeiras que se alugavam aos espectadores mais abonados. Nasceu assim o campo de S. Francisco, o primeiro campo de jogos de Faro e do SC Farense.
Mais tarde, passaram para o “Campo da Senhora da Saúde”, situado onde estão hoje as instalações da emissora nacional, antes de se instalar definitivamente em 1924 no “Estádio de São Luís”. O clube dispõe também do Pavilhão do Sporting Clube Farense, utilizado para outras modalidades que não o futebol, como basquetebol, futsal ou ginástica. As equipas que aqui treinam e têm também os seus jogos são maioritariamente de escalões bastante jovens.

### Associações e filiações
Em 1914 fundou a “União de Futebol de Faro” juntamente com a Associação Académica do Liceu de Faro, a Escola Normal de Faro, e o Boavista Futebol Clube. Esta união passou a designar-se “União de Futebol do Algarve” e dissolveu-se em Janeiro de 1916. Em 1917 fundou-se, a então denominada “Associação de Futebol do Algarve". Devido a desinteligências surgidas extingue-se em princípios de 1918 e em 15 de Outubro de 1921, reúnem-se no Ginásio Clube Farense os delegados dos seguintes clubes algarvios: Sporting Clube Farense, Sport Lisboa e Faro, Boxing Futebol Clube, Sporting Clube Olhanense, Lusitano Futebol Clube, Glória Futebol Clube, Portimonense Sporting Clube, Sport Club União, Sport Club “Os Leões Portimonenses” e Esperança Futebol Clube, que criaram efetivamente, a “Associação de Futebol do Algarve”, na madrugada de 16 de Outubro de 1921.
Em 1922, e depois de várias tentativas, o Sporting Clube Farense filiava-se finalmente ao Sporting Clube de Portugal quando Manoel García Cárabe, um espanhol que tinha sido presidente dos leões lisboetas, se instalou na cidade algarvia e providenciou nesse sentido, tornando-se na sua filial número 2,
Em 1923, a “Associação de Futebol do Algarve” filia-se na "União Portuguesa de Futebol" e na "Federação Portuguesa de Sport Atléticos", passando o Sporting Clube Farense assim a ser também seu filiado.

### Dos campeonatos regionais aos nacionais
Desde a criação da primeira associação de clubes no Algarve, em 1914, que foram criados os primeiros campeonatos regionais, e o SC Farense foi o primeiro campeão regional, tendo conquistado o “Campeonato de Faro” em 1914 (prova disputada apenas uma vez e apenas com os 4 clubes da capital algarvia que constituíam a U.F.F.) e o primeiro “Campeonato do Algarve” na época de 1914/15. O SC Farense seria campeão do Algarve por mais 5 vezes até 1938.
A partir da época de 1934/35 a “Federação Portuguesa de Futebol” cria definitivamente as ligas nacionais e o SC Farense entra para a II Liga nacional, onde se mantém até 1937/38, altura em que as ligas se passam a designar “Campeonatos Nacionais” num modelo bem mais “democrático” que o anterior. Assim sendo, a partir de 1938/39 o SC Farense passa a competir no “Campeonato Nacional da 2.ª Divisão” e logo no primeiro ano classificou-se em primeiro lugar da sua série. No ano seguinte, o SC Farense voltava a classificar-se em primeiro lugar da sua série, e depois nos play-offs nacionais sagrar-se-ia pela primeira vez Campeão Nacional da 2.ª Divisão na época de 1939/40. Curiosa e ironicamente o SC Farense não subiria de divisão para a tão ansiada 1.ª Divisão, pois esse campeonato era restrito aos círculos de Lisboa e Porto não permitindo a entrada de outros clubes até 1941/42.
O SC Farense continuaria na 2.ª Divisão, ficando por várias vezes em 1.º lugar da “Zona Sul”, mas sem nunca conseguir, no entanto, sagrar-se campeão e subir de divisão.
Nas épocas de 1947/48 e 1952/53 desceria à 3.ª Divisão, mas subindo logo no ano seguinte em ambos os casos. O SC Farense continuaria a sua caminhada pela 2.ª Divisão com vários primeiros lugares sem nunca conseguir subir, contudo em 1965 o SC Farense entra no pior período da sua história até então, descendo à 3.ª Divisão e ficando até 1968/69.
Em 1969/70 o SC Farense regressa à 2.ª Divisão em plena força e conquista finalmente a tão desejada subida à 1.ª Divisão Nacional.
Em 1970/71 o SC Farense competia pela primeira vez no “Campeonato Nacional da 1ª Divisão” e conseguiria nessa época ganhar em casa ao Benfica, FC Porto e Belenenses, e ainda fora ao Boavista e acabaria a época em 10.º lugar. Este era o início de três décadas “douradas” do SC Farense .
O SC Farense ficaria na 1ª Divisão durante seis épocas consecutivas, até 1975/76, chegando ainda a classificar-se no 7.º lugar em 1973/74.
A caminhada pela 2.ª Divisão duraria até 1982/83 culminando com a conquista, pela segunda vez, do “Campeonato Nacional da 2ª Divisão”, e a partir daí o SC Farense mostrava-se determinado em se afirmar como o principal emblema do Algarve, apesar de clubes como o Olhanense e o Portimonense terem tido até então melhores carreiras pelo escalão principal do futebol.
Em 1983/84 o SC Farense regressa à 1.ª Divisão e desce dois anos depois. Não fica na 2.ª Divisão mais do que uma época, subindo logo a seguir.

### Melhor período de sempre
O SC Farense volta à 1.ª Divisão em 1986/87, mas voltaria a descer à 2.ª Divisão no ano de 1989/90. Ironicamente é nesse ano, competindo na 2.ª Divisão, que o SC Farense escreve mais uma brilhante página na sua história.
Contra todas as expectativas o SC Farense chega à Final da Taça de Portugal, deixando para trás equipas como o GD Portalegrense (3-0), a UD Oliveirense (3-2), Odivelas (1-9), Esperança de Lagos (7-1), União da Madeira (0-0 e 2-0), Valonguense (4-0) e Belenenses (1-2) na meia-final. A 27 de Maio de 1990 encontra na final o Estrela da Amadora, onde empata (1-1) após prolongamento, o que obrigou a uma finalíssima oito dias mais tarde, onde perde por 2-0, a 3 de Junho.
O SC Farense tinha, no entanto, o primeiro lugar garantido no campeonato e a consequente subida, e partir de 1990/91 o SC Farense entra no melhor período de sempre, classificando-se logo em 7.º lugar nesse ano, 6.º lugar nas duas épocas seguintes, 9.º em 1993/94 e culmina em 1994/95 com a melhor classificação de sempre, o 5.º lugar no “Campeonato Nacional da 1.ª Divisão” e o consequente acesso à Taça UEFA.
No ano seguinte a aventura pela Europa não durou muito, pois logo na 1.ª eliminatória perdeu com o Olympique Lyonnais (0-1 e 1-0), mas foi suficiente para se afirmar definitivamente como a melhor equipa algarvia até então. Acabava de ultrapassar os mais diretos rivais algarvios com a 16.ª presença na 1.ª Divisão (mais que qualquer outro), a presença na Taça UEFA (igualando o Portimonense) e a final da Taça de Portugal (igualando o Olhanense).

### Crise e sucessivas descidas de Divisão
Manter-se-ia na 1.ª Divisão até 2001/02 (entretanto designada “Primeira Liga” desde 1999/00), quando entra no período mais negro da sua história, sofrendo a maior crise de sempre do clube e descendo consecutivamente de divisão três épocas seguidas, parando apenas na 3.ª Divisão, mas culminando com a desclassificação em 2005/06, por ter dado 3 faltas de comparência devido a dificuldades financeiras que impediram a inscrição da equipa sénior nesse ano.

### Recomeço
Contudo, o clube renasce no ano seguinte, começando pelo patamar mais baixo do futebol, a 2.ª Divisão Distrital. Na época de "reestreia", o SC Farense sagra-se facilmente Campeão Distrital da 2.ª Divisão.
Já na época 2007/2008 o SC Farense volta facilmente a sagrar-se campeão, desta vez da 1.ª Divisão Distrital, sendo promovido à ambicionada 3ª Divisão Nacional.
No regresso aos campeonatos nacionais, o clube manteve durante toda a época assistências no Estádio Algarve a rondar o milhar de adeptos, conseguindo em alguns jogos assistências de mais de 2000 adeptos. A equipa classificou-se no 3.º lugar a poucos pontos da promoção à 2.ª Divisão B, sendo esse o principal objetivo da temporada desportiva.
No ano de 2009 decorreram eleições no Farense, com duas listas candidatas, tendo o ato eleitoral demonstrado a força associativa do clube com uma enorme participação dos sócios, tendo sido eleito como presidente António Barão.
Em 2009/10, o Sporting Clube Farense garantiu na última jornada, e perante uma assistência recorde na competição de cerca de 10 mil espectadores, o 2.º lugar na Série F na 3ª Divisão Nacional e a consequente e tão desejada promoção à 2.ª Divisão. A época de 2010/11 não corre tão bem como esperada e o clube desce novamente à 3.ª Divisão.
Dar um passo atrás para dar dois em frente, o SC Farense sobe de divisão duas vezes seguidas. Torna-se campeão nacional da 3.ª Divisão Nacional na época de 2011/12, conseguindo assim um título que ainda não tinha conquistado (onde chegou a ser a única equipa de todos os nacionais sem derrotas) e no ano seguinte (2012/13), a competir na 2.ª Divisão Nacional, volta a garantir nova subida apenas na última jornada, desta vez perante 15 mil espectadores, e chega aos campeonatos profissionais 10 anos depois da última participação em 2001/02.

### Regresso ao campeonato profissional e a nova SAD
A época 2013/2014 marca o regresso dos Leões de Faro à II Liga, terminando o campeonato num honroso 10.º lugar, entre 22 participantes, somando 57 pontos. No ano seguinte o Farense consolida a sua posição na II Liga, terminando no 11.º lugar, entre 24 equipas, com 63 pontos, constituindo-se como a melhor equipa algarvia das ligas profissionais. Na época 2015/2016, o Farense seria despromovido ao Campeonato de Portugal. Foi uma época atípica para os Leões de Faro, terminando o campeonato no 20.º lugar, entre 24 participantes. Os 54 pontos conquistados foram insuficientes para garantir a permanência, a apenas 1 pontos da equipa de Benfica B, que se salvou da despromoção no 19.º lugar, num final de época muito polémico, ensombrado pela retirada administrativa de 3 pontos por utilização indevida do jogador Harramiz, emprestado pelo Benfica B, aos Leões de Faro, e que desta forma ditou a descida de divisão dos homens da capital algarvia. 
A descida inesperada aos escalões não profissionais, deixou o clube numa situação difícil, rodeado de dúvidas quanto ao seu futuro, tendo construído em tempo recorde uma equipa para disputar o Campeonato de Portugal na época 2016/2017. Foi pela mão do novo presidente da SAD, João Barão Rodrigues, que o Farense reuniu as condições para poder reerguer o seu projeto desportivo e inscrever-se na prova, terminando a série de apuramento para a fase de subida em 1º lugar, com 39 pontos. No apuramento de subida zona sul, a equipa terminaria na 3º posição, invalidando o sonho de regresso aos escalões profissionais. O mesmo haveria de ser concretizado no ano seguinte, depois de terminar a série de apuramento com 18 pontos de avanço para o 2.º classificado, somando 26 vitórias em 30 jogos disputados. No play-off de subida, ultrapassou a duas mãos o Felgueiras 1932 (3-3) por diferença de golos e o Vilafranquense (4-1), garantindo novo regresso aos escalões profissionais e o acesso à final nacional, no Estádio do Jamor, sendo derrotado diante mais de 7 mil adeptos algarvios, por 1-2 com o Mafra. O ano desportivo ficaria também assinalado por uma meritória participação na Taça de Portugal, sendo afastada apenas nas quartas-de-final, nas Caldas da Rainha, pela equipa local, por 3-2, após prolongamento.
Em 2018/2019 a equipa estava de regresso à II Liga e foi com muitos sobressaltos que garantiu a manutenção, na última jornada da competição, terminando a época em 10.º lugar (18 participantes), com 43 pontos. Este ano seria a base para o ano de maior sucesso dos Leões de Faro nas últimas 2 décadas, coincidindo com o reforço de investimento na equipa, staff e instalações, e na contratação de André Geraldes para CEO da SAD algarvia, sob o "olhar" atento do presidente João Barão Rodrigues. A equipa disputou 24 jornadas na denominada Liga Pro, somando 48 pontos, data em que a competição foi dada por encerrada pela Liga Portugal devido à pandemia COVID-19. Encontrando-se o Farense no 2º lugar, foi decidida a sua promoção à Liga NOS, 18 anos após a última participação na prova. Ficou assim concluído um percurso único e meteórico, da ascensão desde a última divisão de competição até à liga principal, em 14 anos, para equipas com historial prévio na I Liga.

### O aguardado regresso à Primeira Liga
A época de 2020/21 ficará na memória de muitos que, com os estádios interditos ao público devido à pandemia COVID-19, não puderam assistir aos jogos.
Regressado ao escalão máximo do futebol português 19 anos depois, foi uma época envolta em polémica devido às sucessivas decisões erradas do VAR e que levaram à consecutiva perda de pontos da equipa, culminando com a descida e o regresso à Segunda Liga.

## Símbolos do clube

### Emblema e cores

Brasão de Faro.

O símbolo do SC Farense representa para além do clube, também a cidade.
- A parte superior do símbolo, encimada pelas iniciais SCF, é uma representação do brasão da cidade de Faro, em que:
- O azul simboliza o céu e o amor celestial, é a cor da abóbada celeste.
- O pano de muralha e torres, representam Faro enquanto cidade muralhada.
- A imagem de Santa Maria (ou N. Sr.ª da Conceição), padroeira da cidade desde a época romana, de cor azul clara ou amarela, cercada por um resplendor em ouro, representa a fé cristã.
- A estrela em ouro de oito pontas (octograma) simbolizando a pureza da Virgem, contribui para realçar a sua dignidade.

A parte inferior representa o clube:
- A cor alvinegra, é a cor do equipamento principal das modalidades do clube. O Sporting Clube Farense, inspirado no Sporting Clube de Portugal, decidiu adotar as suas cores, tendo requerido uma foto do equipamento do mesmo. A foto a preto e branco, e de fraca qualidade, terá feito parecer que o verde seria negro, tendo sido essas as cores adquiridas pelo clube.
- O Leão, o "rei dos animais", representa a força, bravura, e nobreza, que devem estar sempre presentes em todas as atividades do clube.

### Hino

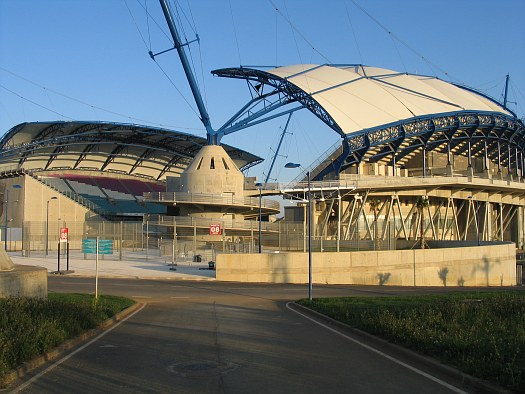
Estádio Algarve.

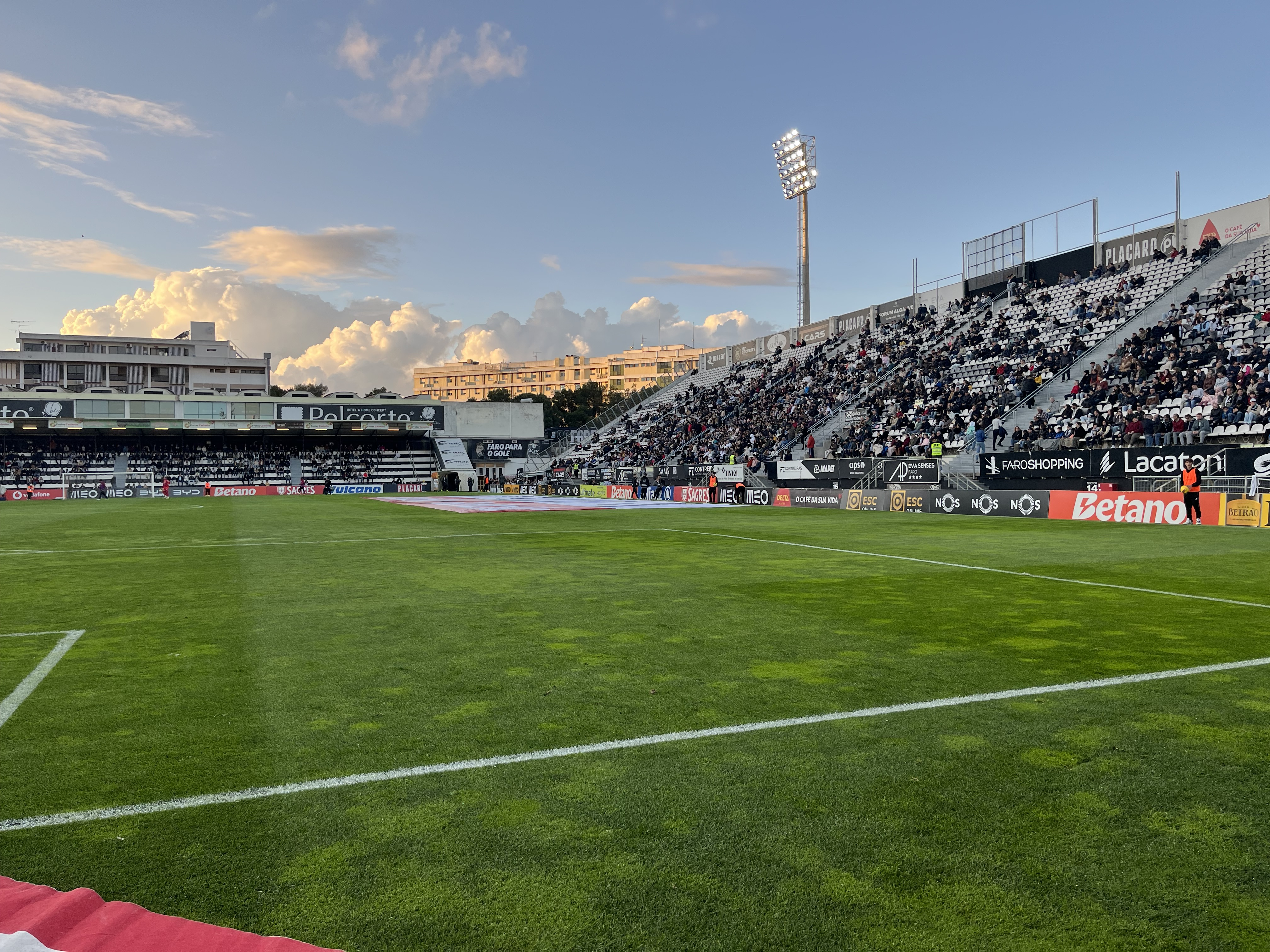
O Estádio do São Luís durante um jogo da Primeira Liga em 2025.

O Hino do Farense foi gravado em Abril de 1990 por José Romão Bento Ferreira, autor da letra e música. É reconhecido como um dos mais belos hinos entre as equipas nacionais, tendo, no princípio de 2009, sido eleito no site Mais Futebol o melhor dos hinos, de entre 20 dos mais conhecidos, com 28.2% dos votos.
Do esforço se faz a vitória
que no tempo nos trará saudade
De uma página bela de história
escrita p'la nossa vontade

Com os olhos postos no futuro
e a grandeza que o sonho nos traz
mostraremos ao mundo as façanhas
de que a gente de faro é capaz

Cantaremos todos numa voz
À vitória farense, à vitória!
Içaremos a tua bandeira
Brindaremos em tua memória

E para as gerações do futuro
À vitória farense, à vitória!
Nunca mais murchará a semente
Do arrojo, da fama e da glória.

## Futebol

### Dirigentes
- João Rodrigues – Presidente
- Carlos Silva – Diretor Desportivo
- José Pedro Coelho – Diretor de Comunicação
- José Luís Domingos – Diretor Geral de Futebol
- Hugo Freire – Gestor de Operações

### Competições Nacionais[7]
- Taça de Portugal
  - 45 Presenças - Melhor: Finalista vencido em 1989/90
- Primeira Liga:
  - 25 Presenças - Melhor: 5.º lugar (1994/95)
- Segunda Liga:
  - 36 Presenças - Títulos: 2 (1939/40, 1982/83)
- Campeonato de Portugal/ 3.ª Divisão:
  - 11 Presenças - Títulos: 1 (2011/12)
- Campeonato Regional do Algarve:
  - 6 Títulos (1914/15, 1917/18, 1921/22, 1933/34, 1935/36, 1937/38)
- Campeonato Distrital da AF Algarve:
  - 1.ª Divisão - 1 presença - Títulos: 1 (2007/08)
  - 2.ª Divisão - 1 presença - Títulos: 1 (2006/07)
- Taça UEFA:
  - 1 presença (1995/96) - 2 jogos (1.ª Eliminatória)

### Competições Europeias
Taça UEFA
| Época   | Eliminatória    | Clube   | Casa | Fora | Agregado |
| ------- | --------------- | ------- | ---- | ---- | -------- |
| 1995–96 | 1ª Eliminatória | O. Lyon | 0–1  | 0–1  | 0–2      |

## Prestações por Temporada
| Época     | Divisão | Pos.   | J  | V  | E  | D  | GM | GS | P  | Taça       | Europa | Europa   | Notas                                                                 |
| --------- | ------- | ------ | -- | -- | -- | -- | -- | -- | -- | ---------- | ------ | -------- | --------------------------------------------------------------------- |
| 1934-1935 | 2L      | 5.º    | 8  | 1  | 3  | 4  | 11 | 18 | 5  |            |        |          |                                                                       |
| 1935-1936 | 2L      | 2.º    | 6  | 3  | 3  | 3  | 20 | 8  | 6  |            |        |          |                                                                       |
| 1936-1937 | 2L      | 2.º    | 6  | 3  | 1  | 2  | 13 | 13 | 7  |            |        |          |                                                                       |
| 1937-1938 | 2L      | 3.º    | 6  | 3  | 1  | 2  | 10 | 5  | 7  |            |        |          |                                                                       |
| 1939-1940 | 2D      | 1.º    | 6  | 4  | 1  | 1  | 13 | 3  | 9  | 1/8 Final  |        |          | Campeão Nacional da 2.ª Divisão                                       |
| 1940-1941 | 2D      | 4.º    | 6  | 2  | 0  | 4  | 7  | 15 | 4  | N/D        |        |          |                                                                       |
| 1941-1942 | 2D      | 1.º    | 6  | 4  | 2  | 0  | 9  | 3  | 10 | N/D        |        |          |                                                                       |
| 1942-1943 | 2D      | 2.º    | 10 | 6  | 2  | 2  | 29 | 9  | 14 | N/D        |        |          |                                                                       |
| 1943-1944 | 2D      | 1.º    | 8  | 6  | 0  | 2  | 29 | 10 | 12 | N/D        |        |          |                                                                       |
| 1944-1945 | 2D      | 1.º    | 6  | 4  | 1  | 1  | 12 | 7  | 9  | N/D        |        |          |                                                                       |
| 1945-1946 | 2D      | 3.º    | 8  | 3  | 1  | 4  | 10 | 13 | 7  | N/D        |        |          |                                                                       |
| 1946-1947 | 2D      | 3.º    | 6  | 2  | 1  | 3  | 12 | 19 | 5  | N/A        |        |          | (como Clube Desportivo de Faro)                                       |
| 1947-1948 | 3D      | 1/2 F. | 7  | 2  | 4  | 1  | 12 | 10 |    | 1/16 Final |        |          | (como Clube Desportivo de Faro)                                       |
| 1948-1949 | 2D      | 3.º    | 14 | 6  | 4  | 4  | 29 | 24 | 16 | N/D        |        |          |                                                                       |
| 1949-1950 | 2D      | 2.º    | 12 | 9  | 1  | 2  | 41 | 15 | 19 | N/A        |        |          |                                                                       |
| 1951-1952 | 2D      | 7.º    | 18 | 6  | 1  | 11 | 24 | 44 | 13 |            |        |          | Despromovido                                                          |
| 1952-1953 | 3D      | 1.º    | 10 | 5  | 3  | 2  | 29 | 16 | 13 |            |        |          | Promovido                                                             |
| 1953-1954 | 2D      | 6.º    | 22 | 9  | 6  | 7  | 43 | 40 | 24 |            |        |          |                                                                       |
| 1954-1955 | 2D      | 4.º    | 26 | 13 | 5  | 7  | 47 | 38 | 31 | 1/2 Final  |        |          |                                                                       |
| 1955-1956 | 2D      | 6.º    | 26 | 9  | 8  | 9  | 56 | 61 | 26 | 1/16 Final |        |          |                                                                       |
| 1956-1957 | 2D      | 1.º    | 26 | 16 | 6  | 4  | 58 | 32 | 38 |            |        |          |                                                                       |
| 1957-1958 | 2D      | 1.º    | 26 | 18 | 3  | 5  | 67 | 31 | 39 |            |        |          |                                                                       |
| 1958-1959 | 2D      | 3.º    | 26 | 13 | 5  | 7  | 63 | 32 | 31 |            |        |          |                                                                       |
| 1959-1960 | 2D      | 5.º    | 26 | 14 | 4  | 8  | 51 | 29 | 32 | 1/8 Final  |        |          |                                                                       |
| 1960-1961 | 2D      | 2.º    | 26 | 19 | 2  | 5  | 50 | 23 | 40 | 1/16 Final |        |          |                                                                       |
| 1961-1962 | 2D      | 3.º    | 26 | 14 | 6  | 6  | 55 | 36 | 34 | 1/16 Final |        |          |                                                                       |
| 1962-1963 | 2D      | 9.º    | 26 | 10 | 6  | 10 | 36 | 38 | 26 | 1/32 Final |        |          |                                                                       |
| 1963-1964 | 2D      | 5.º    | 26 | 11 | 4  | 11 | 42 | 43 | 26 | 1/16 Final |        |          |                                                                       |
| 1964-1965 | 2D      | 14.º   | 26 | 8  | 4  | 14 | 29 | 51 | 20 | 1/16 Final |        |          | Despromovido                                                          |
| 1965-1966 | 3D      | 2.º    | 10 | 7  | 0  | 3  | 43 | 11 | 14 |            |        |          |                                                                       |
| 1966-1967 | 3D      | 1.º    | 10 | 7  | 3  | 0  | 25 | 5  | 17 |            |        |          |                                                                       |
| 1967-1968 | 3D      | 1.º    | 10 | 8  | 1  | 1  | 34 | 6  | 17 |            |        |          |                                                                       |
| 1968-1969 | 3D      | 1.º    | 22 | 17 | 3  | 2  | 59 | 8  | 37 | 1/32 Final |        |          | Promovido                                                             |
| 1969-1970 | 2D      | 1.º    | 26 | 13 | 8  | 5  | 47 | 20 | 34 | 1/32 Final |        |          | Promovido                                                             |
| 1970-1971 | 1D      | 11.º   | 26 | 7  | 6  | 13 | 15 | 33 | 20 | 1/16 Final |        |          |                                                                       |
| 1971-1972 | 1D      | 9.º    | 30 | 9  | 7  | 14 | 34 | 48 | 25 | 1/8 Final  |        |          |                                                                       |
| 1972-1973 | 1D      | 11.º   | 30 | 8  | 8  | 14 | 27 | 53 | 24 | 1/2 Final  |        |          |                                                                       |
| 1973-1974 | 1D      | 7.º    | 30 | 9  | 8  | 13 | 35 | 38 | 26 | 1/4 Final  |        |          |                                                                       |
| 1974-1975 | 1D      | 11.º   | 30 | 11 | 3  | 16 | 38 | 52 | 25 | 1/8 Final  |        |          |                                                                       |
| 1975-1976 | 1D      | 15.º   | 30 | 8  | 3  | 19 | 33 | 65 | 19 | 5.ª Elim.  |        |          | Despromovido                                                          |
| 1976-1977 | 2D      | 7.º    | 30 | 13 | 5  | 12 | 34 | 29 | 31 | 1/4 Final  |        |          |                                                                       |
| 1977-1978 | 2D      | 9.º    | 30 | 9  | 10 | 11 | 40 | 43 | 28 | 1/4 Final  |        |          |                                                                       |
| 1978-1979 | 2D      | 7.º    | 30 | 11 | 7  | 2  | 47 | 37 | 29 | 1/32 Final |        |          |                                                                       |
| 1979-1980 | 2D      | 6.º    | 30 | 11 | 9  | 10 | 43 | 45 | 31 | 1/8 Final  |        |          |                                                                       |
| 1980-1981 | 2D      | 11.º   | 30 | 8  | 11 | 10 | 29 | 29 | 28 | 1/16 Final |        |          |                                                                       |
| 1981-1982 | 2D      | 2.º    | 30 | 16 | 7  | 7  | 46 | 25 | 39 | 1/16 Final |        |          |                                                                       |
| 1982-1983 | 2D      | 1.º    | 30 | 21 | 7  | 2  | 75 | 19 | 49 | 1/8 Final  |        |          | Campeão Nacional da 2.ª Divisão                                       |
| 1983-1984 | 1D      | 12.º   | 30 | 5  | 11 | 14 | 29 | 54 | 21 | 1/16 Final |        |          |                                                                       |
| 1984-1985 | 1D      | 14.º   | 30 | 7  | 8  | 15 | 21 | 49 | 22 | 1/32 Final |        |          | Despromovido                                                          |
| 1985-1986 | 2D      | 1.º    | 30 | 21 | 5  | 4  | 59 | 22 | 47 | 1/16 Final |        |          | Promovido                                                             |
| 1986-1987 | 1D      | 15.º   | 30 | 7  | 7  | 16 | 33 | 47 | 21 | 1/4 Final  |        |          |                                                                       |
| 1987-1988 | 1D      | 12.º   | 38 | 12 | 10 | 16 | 36 | 50 | 34 | 4.ª Elim.  |        |          |                                                                       |
| 1988-1989 | 1D      | 18.º   | 38 | 10 | 11 | 17 | 34 | 51 | 31 | 1/32 Final |        |          | Despromovido                                                          |
| 1989-1990 | 2D      | 1.º    | 34 | 24 | 5  | 4  | 76 | 22 | 53 | Final      |        |          | Promovido                                                             |
| 1990-1991 | 1D      | 11.º   | 38 | 14 | 6  | 18 | 46 | 47 | 34 | 1/16 Final |        |          |                                                                       |
| 1991-1992 | 1D      | 6.º    | 34 | 12 | 11 | 11 | 35 | 33 | 35 | 5.ª Elim.  |        |          |                                                                       |
| 1992-1993 | 1D      | 6.º    | 34 | 11 | 13 | 10 | 41 | 36 | 35 | 5.ª Elim.  |        |          |                                                                       |
| 1993-1994 | 1D      | 8.º    | 34 | 13 | 7  | 14 | 44 | 46 | 33 | 4.ª Elim.  |        |          |                                                                       |
| 1994-1995 | 1D      | 5.º    | 34 | 16 | 5  | 13 | 44 | 38 | 37 | 1/8 Final  |        |          | Melhor classificação de sempre                                        |
| 1995-1996 | 1D      | 13.º   | 34 | 10 | 16 | 8  | 36 | 45 | 36 | 1/8 Final  | TU     | 1ª Elim. |                                                                       |
| 1996-1997 | 1D      | 11.º   | 34 | 10 | 12 | 12 | 34 | 34 | 42 | 4.ª Elim.  |        |          |                                                                       |
| 1997-1998 | 1D      | 14.º   | 34 | 8  | 13 | 13 | 41 | 50 | 37 | 4.ª Elim.  |        |          |                                                                       |
| 1998-1999 | 1D      | 11.º   | 34 | 10 | 9  | 15 | 39 | 54 | 39 | 1/32 Final |        |          |                                                                       |
| 1999-2000 | 1D      | 14.º   | 34 | 8  | 11 | 15 | 35 | 60 | 35 | 5.ª Elim.  |        |          |                                                                       |
| 2000-2001 | 1D      | 13.º   | 34 | 10 | 9  | 15 | 37 | 47 | 39 | 1/8 Final  |        |          |                                                                       |
| 2001-2002 | 1D      | 17.º   | 34 | 7  | 7  | 20 | 29 | 63 | 28 | 5.ª Elim.  |        |          | Despromovido                                                          |
| 2002-2003 | LH      | 12.º   | 34 | 11 | 11 | 12 | 32 | 32 | 44 | 4.ª Elim.  |        |          | Despromovido (na secretaria)                                          |
| 2003-2004 | 2B      | 17.º   | 38 | 11 | 8  | 19 | 40 | 57 | 41 | 3.ª Elim.  |        |          | Despromovido                                                          |
| 2004-2005 | 3D      | 14.º   | 34 | 11 | 8  | 15 | 41 | 49 | 41 | 1.ª Elim.  |        |          |                                                                       |
| 2005-2006 | 3D      | -      | -  | -  | -  | -  | -  | -  | -  | 1.ª Elim.  |        |          | Desclassificado                                                       |
| 2006-2007 | 2 Dist. | 1.º    | 31 | 24 | 6  | 1  | 72 | 15 | 78 |            |        |          | Campeão da 2.ª Divisão Distrital                                      |
| 2007-2008 | 1 Dist. | 1.º    | 30 | 22 | 4  | 4  | 73 | 20 | 70 |            |        |          | Campeão da 1.ª Divisão Distrital                                      |
| 2008-2009 | 3D      | 3.º    | 10 | 3  | 5  | 2  | 13 | 15 | 35 | 1.ª Elim.  |        |          |                                                                       |
| 2009-2010 | 3D      | 2.º    | 10 | 5  | 2  | 3  | 9  | 7  | 35 | 1.ª Elim.  |        |          | Promovido                                                             |
| 2010-2011 | 2B      | 12.º   | 28 | 8  | 12 | 8  | 27 | 29 | 36 | 3.ª Elim.  |        |          | Despromovido                                                          |
| 2011-2012 | 3D      | 1.º    | 8  | 5  | 1  | 2  | 17 | 9  | 44 | 1.ª Elim.  |        |          | Campeão Nacional da 3.ª Divisão (Série F)                             |
| 2012-2013 | 2B      | 1.º    | 30 | 19 | 8  | 3  | 38 | 21 | 65 | 4.ª Elim.  |        |          | Promovido                                                             |
| 2013-2014 | 2L      | 10.º   | 42 | 15 | 12 | 12 | 45 | 44 | 57 | 3.ª Elim.  |        |          |                                                                       |
| 2014-2015 | 2L      | 11.º   | 46 | 16 | 14 | 16 | 51 | 54 | 62 | 2.ª Elim.  |        |          |                                                                       |
| 2015-2016 | 2L      | 20.º   | 46 | 15 | 11 | 20 | 49 | 56 | 54 | 4.ª Elim.  |        |          | Despromovido                                                          |
| 2016-2017 | CDP     | 3.º    | 32 | 18 | 8  | 6  | 54 | 22 | 62 | 3.ª Elim.  |        |          |                                                                       |
| 2017-2018 | CDP     | 2.º    | 35 | 28 | 4  | 3  | 74 | 18 | 81 | 1/4 Final  |        |          | Promovido (1.º classificado da Série E)                               |
| 2018-2019 | 2L      | 10.º   | 34 | 11 | 10 | 13 | 39 | 35 | 43 | 3.ª Elim.  |        |          |                                                                       |
| 2019-2020 | 2L      | 2.º    | 24 | 15 | 3  | 6  | 35 | 22 | 48 | 4.ª Elim.  |        |          | Promovido campeonato suspenso a 10 jornadas do fim devido ao COVID-19 |
| 2020-2021 | 1L      | 17.º   | 34 | 7  | 10 | 17 | 31 | 48 | 31 | 3.ª Elim.  |        |          | Despromovido                                                          |

## Antigos jogadores
| - Gilberto Barbosa (1983-85) - Paco Fortes (1984-89) - Hassan Nader (1992-2004) - Pitico (1986-94) - Hajry Radouane (1988-89/90-2000) - Peter Rufai (1994-97) - Lucian Marinescu (1999-2000) - Milonja Djukic (1991-98) - Jorge Jesus (1983-85) - Manuel Cajuda (1976-83) - Manuel José (1973-76) - Jean Paulista (1998-99/2001-02) - Zé Carlos (1994-95) | - Fábio Felício (1995-02/2013-14) - Bruno Alves (2002-03) - Carlos Paixão (1993-99/2003-04) - Eugénio (1988-92/95-96/99-2000) - Ricardo Vaz Té (2002-03) - Hélder Rosário (2002-03) - Miguel Serôdio (1990-95/96-97/99-2000) - Carlos Costa (1995-2006) - Ferenc Meszaros (1983-84) - Goran Stevanovic (1993-94) - Ricardo Lunari (2000) - Peter Barnes (1988-89) - Peter Eastoe (1985-87) | - Henry Makinwa (2002-03) - Germán Leguía (1986-84) - Gilberto Alves (1983-86) - Zoran Lemajic (1989-92) - Sérgio Duarte (1988-95) - Jorge Soares (1989-96) - Marco Nuno (1995-01) - Ivan Djurdjevic (2000-02) - Stefan (1990-95) - Jorge Portela (1990-95) - Marco Aurélio (1996-98) - Mirobaldo (1971-76/81-82) - José Farias (1971-76) |

## Histórico de treinadores
| - Dinis Vital (1985–1986) - José Augusto (1987–1989) - Malcolm Allison (1989) - Paco Fortes (1989–1998) - João Alves (1998–2000) - Nicolau Vaqueiro (2000) - Manuel Balela (14 Jun 2000 – 27 Mai 2001) - Alberto Pazos (07 Jun 2001 – 27 Nov 2001) - Hajry Redouane (28 Nov 2001 – 04 Dez 2001) - Jorge Castelo (04 Dez 2001 – 18 Mar 2002) - Paco Fortes (18 Mar 2002 – 03 Dez 2002) - Manuel Balela (04 Dez 2002 – 08 Mar 2003) - Hajry Redouane (08 Mar 2003 – 01 Jun 2003) - Manuel Balela (2003–2004) - Joaquim Sequeira (2004 – 03 Jan 2005) - Manuel Balela (03 Jan 2005 – 05 Mai 2005) | - Hassan Nader (05 Mai 2005 – 2006) - Carlos Costa (30 Set 2006 – 04 Fev 2008) - Jorge Portela (06 Fev 2008 – 31 Ago 2008) - Ivo Soares (02 Set 2008 – 18 Nov 2008) - António Barão (18 Nov 2008 – 07 Jun 2009) - Edinho (16 Jul 2009 – 22 Dez 2009) - Rui Esteves (22 Dez 2009 – 16 Mar 2010) - Joaquim Mendes (16 Mar 2010 – 29 Nov 2010) - Joaquim Sequeira (29 Nov 2010–29 Dez 2010) - João de Deus (02 Jan 2011 – 30 Abr 2011) - Manuel Balela (01 Mai 2011 – 30 Mai 2012) - Bruno Ribeiro (02 Jun 2012 – 15 Jan 2013) - Mauro de Brito (16 Jan 2013 – 9 Set 2013) - Jorge Paixão (13 Set 2013 – 25 Fev 2014) - Pedro Correia (02 Jun 2014 - 24 Nov 2014) - Abel Xavier (01 Dez 2014 - 28 Mai 2015) | - Jorge Paixão (6 Jun 2015 - 30 Nov 2015) - Antero Afonso (1 Dez 2015 - 13 Dez 2015) - Horácio Gonçalves (14 Dez 2015 - 7 Abr 2016) - Antero Afonso (8 Abr 2016 - 21 Jul 2016) - Lázaro Oliveira (22 Jul 2016 - 2 Abr 2017) - Rui Duarte (2 Abr 2017 - 4 Fev 2019) - Alvaro Magalhães (5 Fev 2019 - 30 Jun 2019) - Sergio Vieira (01 Jul 2019 - 3 Fev 2021) - Jorge Costa (04 Fev 2021 - 30 Ago 2021) - Fernando Pires (31 Ago 2021 - 19 Dez 2021) - Vasco Faísca (23 Dez 2021 - 3 Fev 2023) - José Mota (6 Fev 2023 – 23 Set 2024) - Tozé Marreco (25 Set 2024 - |

## Modalidades

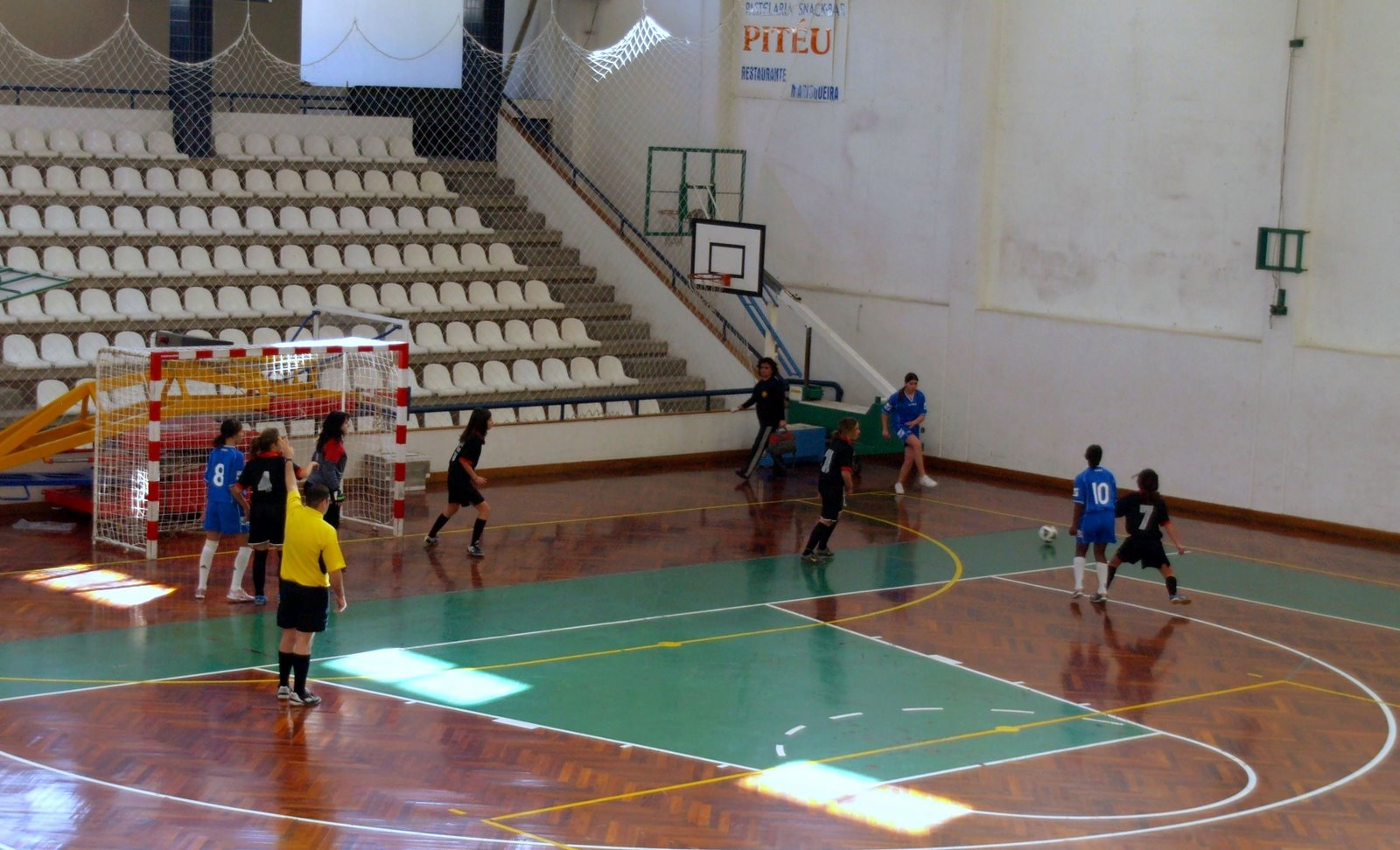
Jogo de futsal no Pavilhão do Sporting Clube Farense.

- Basquetebol
- Futsal
- Futebol juvenil
- Ginástica
- Boxe
- Muay thai

## Claques
- South Side Boys - desde 1994
- Alma Algarvia - 1992-93
- Pujança Moura - 1991-92
- Demónios Brancos - 1982-90
- Juventude Farense